# Seticornuta altamirae
Seticornuta altamirae är en stekelart som beskrevs av Ian D. Gauld och Sithole 2002. Seticornuta altamirae ingår i släktet Seticornuta och familjen brokparasitsteklar. Inga underarter finns listade i Catalogue of Life.